# Wojciech Szymkowiak
Wojciech Szymkowiak, pseudonim Metrowiec (ur. 20 marca 1975) – polski sprinter, strongman i kulturysta.
Zdobywca złotego medalu na Mistrzostwach Polski seniorów w lekkoatletyce w 1995 roku w sztafecie 4 x 100 metrów.

## Kariera lekkoatletyczna
- 1989–1992 – Reprezentant klubu „Victoria” Sztum w lekkoatletyce,
- 1992–1996 – Reprezentant klubu „Zawisza” Bydgoszcz w lekkoatletyce,

- Złoty medal na mistrzostwach Polski (Warszawa 1995) w sztafecie 4 x 100 metrów[1], indywidualnie sięgnął podczas tych zawodów po brąz na 100 metrów[1], w 1996 zdobył srebro w sztafecie 4 x 100 metrów[1].

## Osiągnięcia strongman
- 2004
  - uczestnik Pucharu Polski Strongman 2004
  - 1. miejsce – Trzecie zawody Polska kontra Reszta Świata

Wymiary:
- wzrost: 180 cm
- waga: 110 kg
- biceps: 49 cm
- udo: 72 cm
- klatka piersiowa: 136 cm

Rekordy życiowe jako strongman:
- przysiad: 300 kg
- wyciskanie: 220 kg
- martwy ciąg: 300 kg